# Short Biplane No. 2
El Short n.º 2 fue uno de los primeros biplanos de Reino Unido. Su construcción corrió a cargo del fabricante aeronáutico Short Brothers por encargo del pionero de la aviación y político John Moore-Brabazon. La aeronave voló por primera vez el 27 de septiembre de 1909. 

## Diseño y desarrollo
En abril de 1990 el constructor aeronáutico Short Brothers recibió el encargo de construir un prototipo para competir en un concurso; se trataba de conseguir el premio de 1000 libras esterlinas anunciado por el Daily Mail para el primer vuelo en circuito cerrado de más de una milla (1,6 km) que fuera realizado por un avión británico. El diseño del avión sería similar al del Wright Modelo A, que los Short Brothers estaban construyendo bajo licencia. Era un biplano con elevador delantero y plano de cola montado en la parte trasera, impulsado por un par de hélices propulsoras, movidas por cadena por un único motor montado en el centro, pero se diferenciaba en varios aspectos importantes. Fue diseñado para despegar utilizando una plataforma rodante y un riel de lanzamiento, como el avión Wright, pero los patines de aterrizaje se incorporaron a una estructura considerablemente más sustancial, formando cada uno el miembro inferior de una estructura de vigas arriostradas que se asemejaba a un trineo, con el extremo delantero volteado hacia arriba sirviendo de soporte de los elevadores delanteros del biplano, detrás de los cuales estaba montado el timón. Se instaló un único empenaje fijo detrás de las alas, sobre un par de botalones. El control lateral no se efectuaba por deformación alar. En su lugar, se utilizaban "planos compensadores", cada uno de los cuales constaba de un par de superficies de bajo alargamiento, montadas en cada extremo de un puntal que giraba transversalmente desde el punto medio del soporte que conectaba las puntas alares.

## Historial operacional
Se había elegido como motor un Green de 45 kW (60 hp), pero este no llegó a tiempo, por lo que, una vez completada la estructura de la aeronave en septiembre, se optó por montar un sistema Vivinus rescatado de uno de los Voisin 1907 de John Moore-Brabazon. El 27 de septiembre se completó con éxito un vuelo de casi una milla en Shellbeach, en la isla de Sheppey, donde se encontraban tanto los talleres de Short Brothers como el campo de vuelo del Royal Aero Club. El 4 de octubre se realizó un segundo vuelo, más corto, que terminó con un aterrizaje forzoso que causó daños menores. Mientras se reparaba, se entregó e instaló el motor Green, pero el intento de ganar el premio del Daily Mail se retrasó por el mal tiempo y no tuvo lugar hasta el 30 de octubre, cuando Moore-Brabazon logró rodear un poste marcador colocado a media milla desde el punto de despegue y volvió para aterrizar junto a la rampa de lanzamiento. Unos días más tarde, respondió a un desafío para refutar el dicho "los cerdos no pueden volar" haciendo un recorrido de 5,6 km de vuelo de travesía con un lechón en una cesta atada a uno de los soportes interplanares.
El 7 de enero voló los 7,24 km desde Shellbeach hasta el nuevo campo de vuelos del Royal Aero Club en Eastchurch, momento en el que se había instalado una cola revisada que constaba de superficies alargadas fijas horizontales y verticales sostenidas por cuatro brazos, para mejorar la estabilidad. La siguiente intención de Moore-Brabazon fue intentar ganar la Copa Michelin del Imperio Británico, y el 1 de marzo realizó un vuelo que cubrió 31 km en 31 minutos, pero se vio obligado a aterrizar tras romperse el cigüeñal. Aunque se le instaló un nuevo motor, el avión debía exhibirse en la Aero Exhibition en Olimpia y, por lo tanto, no volvió a volar hasta el 25 de marzo, momento en el que era obvio que nadie más era capaz de mejorar su vuelo, y el premio le fue concedido formalmente. En ese momento, Moore-Brabazon había encargado un nuevo avión del tipo Short S.27 y no realizó vuelos posteriores en el avión.

## Especificaciones

### Características generales
- Tripulación: Uno (piloto)
- Longitud: 9,8 m (32 ft)
- Envergadura: 14,8 m (48,7 ft)
- Superficie alar: 42 m² (452,1 ft²)
- Peso cargado: 674 kg (1485,5 lb)
- Planta motriz: 1× motor lineal de 4 cilindros refrigerado por agua Green D.4.
  - Potencia: 45 kW (62 HP; 61 CV)
- Hélices: 2× bipala por motor.

### Rendimiento
- Velocidad máxima operativa (Vno): 72 km/h (45 MPH; 39 kt)